# Colossal Youth
Colossal Youth (с англ. — «Колоссальная молодёжь») — первый и единственный студийный альбом музыкальной группы Young Marble Giants, изданный в 1980 году.

## Об альбоме
Запись была произведена в 1979 году в течение трёх с половиной дней в студии Foel. Значительная часть композиций была записана «вживую», без наложения звука инструментов один на другой, за исключением пары-тройки песен, среди которых — «Include Me Out», где отдельно была прописана партия слайд-гитары, и «Eating Noddemix», с эффектом слегка искажённого вокала.
В целом пластинка получила положительные отзывы музыкальных обозревателей. Наряду с альбомом Ника Дрейка Pink Moon (1972) запись была процитирована в списке «Десять безвестных альбомов, ставших классикой» сайта About.com. По версии этого же ресурса пластинка была включена в список «Топ-10 альбомов пост-панка», в котором были также упомянуты Unknown Pleasures Joy Division и Metal Box Public Image Ltd.

## Список композиций
Все песни написаны группой Young Marble Giants.
| №   | Название                       | Длительность |
| --- | ------------------------------ | ------------ |
| 1.  | «Searching for Mr. Right»      | 3:03         |
| 2.  | «Include Me Out»               | 2:01         |
| 3.  | «The Taxi»                     | 2:07         |
| 4.  | «Eating Noddemix»              | 2:04         |
| 5.  | «Constantly Changing»          | 2:04         |
| 6.  | «N.I.T.A.»                     | 3:31         |
| 7.  | «Colossal Youth»               | 1:54         |
| 8.  | «Music for Evenings»           | 3:02         |
| 9.  | «The Man Amplifier»            | 3:15         |
| 10. | «Choci Loni»                   | 2:37         |
| 11. | «Wurlitzer Jukebox»            | 2:45         |
| 12. | «Salad Days»                   | 2:01         |
| 13. | «Credit in the Straight World» | 2:29         |
| 14. | «Brand - New - Life»           | 2:54         |
| 15. | «Wind in the Rigging»          | 2:25         |

| №   | Название           | Длительность |
| --- | ------------------ | ------------ |
| 16. | «This Way»         | 1:41         |
| 17. | «Posed by Models»  | 1:25         |
| 18. | «Clock»            | 1:39         |
| 19. | «Clicktalk»        | 2:42         |
| 20. | «Zebra Trucks»     | 1:33         |
| 21. | «Sporting Life»    | 1:04         |
| 22. | «Final Day»        | 1:43         |
| 23. | «Radio Silents»    | 1:53         |
| 24. | «Cake Walking»     | 2:49         |
| 25. | «Ode to Booker T.» | 3:03         |

## Участники записи
- Стюарт Моксхэм — гитара, орган
- Филип Моксхэм — бас-гитара
- Элисон Стэттон — вокал

Вместо «живых» ударных во время записи использовалась драм-машина.